# 学校法人香川学園
学校法人香川学園（がっこうほうじんかがわがくえん）は山口県宇部市文京台2-1-1にある学校法人。1903年に「香川裁縫塾」として設立。「香川実科高等女学校」を経て1960年に「香川学園短期大学」（同年に「宇部短期大学」に改称）を設立。永く短期大学とその附属学校の運営に携わっていたが、創立100年目にあたる2002年に、地元からの要請により設立された四年制大学「宇部フロンティア大学」を中心とする運営体制に移行した。また、同法人は学校運営のほかに「宇部環境技術センター」において、国や地方自治体、民間企業等の委託を受けて、大気・水質・騒音・悪臭等の環境調査や各種の環境汚染物質の測定・分析、開発に伴う環境アセスメント等の環境コンサルタント事業も行っている。

## 運営教育機関
- 宇部フロンティア大学
  - 宇部フロンティア大学大学院
  - 宇部フロンティア大学短期大学部（旧・宇部短期大学）
- 宇部フロンティア大学付属中学校・香川高等学校（旧・香川高等学校）
- 宇部フロンティア大学付属幼稚園